# 雪下まゆ
雪下 まゆ（ゆきした まゆ、1995年12月6日 - ）は、日本の画家、イラストレーター、挿画家、ファッションデザイナー。多摩美術大学グラフィックデザイン学科卒業。

## 来歴
幼少期から絵を描くことは好きだったが美大受験を決めたのは高校3年生の頃。多摩美術大学に入学し、大学1年生の頃からSNSでイラストを発表し始める。そのイラストを見た同級生で実業家のハヤカワ五味が自身のラフォーレ原宿のポップアップショップで雪下のイラストを採用したのがプロとしての初仕事である。同大学を2018年に卒業。
就職活動を行うも途中で向いていないと諦めた末、イラストレーターとして名前を売り出す「一芸」としてミスiDに応募し、ミスiD2018・岸田メル賞を受賞。
写実的でありながら、イラストならではのデフォルメやフィルムカメラのような質感を持つタッチで人気を獲得し、音楽ジャケットや小説の装丁画、広告ポスター、テレビコマーシャルなどに起用される。当初は商業的な作風と趣味を分けていたが、のちに自身の趣向である煙たさやダークさを取り混ぜた作風となっている。
2020年6月29日にはファッションブランド「Esth.」（エスター）を立ち上げた。
『MUSIC MAGAZINE』の装画イラストを2023年より毎月担当、現在も継続中である。
2024年8月23日に、Forbes JAPAN 30 UNDER 30 2024 ART & STYLEを受賞。

## 人物
影響された作家は漫画家の田島昭宇。高校時代には田島の『多重人格探偵サイコ』の絵を度々模写しており、自分は漫画ではなく一枚絵が得意だと気付いたきっかけともなっている。好きな映画は『ナポレオン・ダイナマイト』、『俺たちに明日はない』、『ロスト・ハイウェイ』。
深夜ラジオを敬愛しており、2021年のインタビューでは「何もなければTBSラジオを一日中かけている」と述べている。きっかけは友人に勧められて『伊集院光 深夜の馬鹿力』を聞き、こんなに自由な空間があることに驚いたこと。また社会的な属性とは全く関係なく、顔も素性も知らない同士なのに、番組を通じてパーソナリティとハガキ職人、リスナーが深くつながっているというドライだけれど親密な関係性にも居心地の良さを感じているという。
このほかに『爆笑問題カーボーイ』のノベルティであるクリアファイルのイラストを提供したり、『空気階段の踊り場』のパーソナリティである空気階段が単独ライブ『anna』を開催した際にグッズ用のイラストを提供している。
基本的にiPadで描画しており、アプリケーションは「Adobe Fresco」「Photoshop」を主に使用。展示用作品は油彩を採用。

## おもな作品

### 装画

#### 音楽
- 川谷絵音ソロプロジェクト「美的計画」MV（2019年）
- 川谷絵音ソロプロジェクト「美的計画・瞳に吸い込まれてしまうfeat.謎女」ジャケットイラスト（2020年）
- 川谷絵音ソロプロジェクト「美的計画 文読む私/私のこと」ジャケットイラスト（2020年）
- 川谷絵音ソロプロジェクト「だからラブ」ジャケットイラスト（2020年）

#### 小説・書籍
- 尾崎世界観、千早茜『犬も食わない』（新潮社）装画（2018年）
- 福田和代『梟の一族』(集英社) 装画（2019年）
- 辻村深月『傲慢と善良』（朝日新聞出版）装画（2019年）
- 乾ルカ『コイコワレ』（中央公論新社）装画（2019年）
- 中西鼎『東京湾の向こうにある世界は、すべて造り物だと思う』（新潮文庫nex）装画（2019年）
- 長岡弘樹『教場0 刑事指導官・風間公親 (小学館文庫) 装画（2019年）
- 渡辺優『アイドル　地下にうごめく星』（集英社文庫）装画（2020年）
- 山下紘加『クロス』（河出書房新社）装画（2020年）
- 橘みつ『レズ風俗で働くわたしが、他人の人生に本気でぶつかってきた話』（河出書房新社）装画（2020年）
- 朝井リョウ『スター』（朝日新聞社）装画（2020年）‐朝日新聞夕刊連載時の挿絵も担当。
- 片岡翔『ひとでちゃんに殺される』（新潮文庫nex）装画（2021年）
- 捺『恋を知らぬまま死んでゆく』（KADOKAWA）装画（2020年）
- 武田綾乃『愛されなくても別に』（講談社）装画（2020年）
- エブリスタ『5分後に残酷さに震えるラスト』（河出書房新社）装画（2021年）
- 浅倉秋成『六人の嘘つきな大学生』（角川書店）装画（2021年）
- 逢坂冬馬『同志少女よ、敵を撃て』（早川書房）装画（2021年）
- パリュスあや子『燃える息』（講談社）装画（2021年）
- 不破有紀『はじめてのゾンビ生活』（電撃文庫）イラスト（2024年）
- くわがきあゆ『焼けた釘を刺す』(宝島社)装画（2024年）

#### 雑誌
- 表紙イラスト『Maybe!』Vol.9 #お金と幸せ・小学館（2020年）
- 『イラストレーション』227号装画・巻頭特集（2020年）
- 『小説現代8月号』装画・挿画（2020年）
- 『BRUTUS』「アイドルマスター特集」装画・マガジンハウス（2021年）

### 広告
- 専門学校モード学園2019年度TVCM 「承認欲求」篇（2019年） - イラスト
- TOKYO CREATIVE SALON 東急電鉄（2020年） - 車内広告・ポスター
- 『Maybe!』Vol.9 BABY-Gコラボ（2020年） - 見開きイラスト

### その他
- 尾崎世界館4 グッズデザイン（2019年）
- クリープハイプ10周年新アーティストイラスト（2019年）
- au 看板娘周年記念　乃木坂46 グッズ（2020年） - イラスト
- 爆笑問題カーボーイ
  - ノベルティグッズ クリアファイルイラスト（2020年）[14]
  - JUNK20周年記念イベントグッズ「爆笑問題カーボーイ『ザ・ガール』Tシャツ」デザイン（2023年）[15]
- 空気階段単独ライブ「anna」グッズデザイン（2021年）

## メディア出演

### テレビ
- 東京交差点 ONE MOMENT（2025年6月2日、テレビ東京）[16]